# 2015년 대한민국의 베스트셀러 목록
다음은 2015년 대한민국의 베스트셀러 목록이다. 

## 종합
1. 미움받을 용기
2. 지적 대화를 위한 넓고 얕은 지식
3. 비밀의 정원
4. 나미야 잡화점의 기적(100만 부 기념 특별 한정판)(양장본 HardCover)
5. 지적 대화를 위한 넓고 얕은 지식: 현실너머 편
6. 하버드 새벽 4시 반
7. 오베라는 남자
8. 창문 넘어 도망친 100세 노인
9. 백종원이 추천하는 집밥 메뉴 52
10. 해커스 토익 보카(구토익)(전면개정판)
11. 대화의 신
12. 허즈번드 시크릿
13. 7번 읽기 공부법(책 한 권이 머릿속에 통째로 복사되는)
14. 혼자 있는 시간의 힘(기대를 현실로 바꾸는)
15. 해커스 토익 리딩(Hackers toeic Reading)(구토익)
16. 가면산장 살인사건(양장본 HardCover)
17. 그림의 힘
18. 유시민의 글쓰기 특강
19. 센트럴 파크
20. 담론
21. 스물아홉 생일 1년 후 죽기로 결심했다
22. 내 옆에 있는 사람
23. 글자전쟁(양장본 HardCover)
24. 딸에게 주는 레시피
25. 해커스 토익 리스닝(Hackers toeic Listening)(구토익)
26. 마션(스페셜 에디션)
27. 어떤 하루
28. 세계미래보고서 2045
29. 해커스 토익 스타트 리딩(구토익)(개정판)
30. 에디톨로지
31. 임신 출산 육아 대백과(개정판)
32. 언제 들어도 좋은 말
33. 1그램의 용기
34. 너는 나에게 상처를 줄 수 없다
35. 라면을 끓이며(양장본 HardCover)
36. 그래도 사랑
37. 내가 혼자 여행하는 이유
38. 문득 사람이 그리운 날엔 시를 읽는다(양장본 HardCover)
39. 꽃잎이 떨어져도 꽃은 지지 않네
40. 제로 투 원(양장본 HardCover)
41. 트렌드 코리아 2015
42. 여덟 단어
43. 경영의 모험
44. 꾸뻬씨의 행복여행
45. 생각하는 인문학(양장본 HardCover)
46. 해커스 토익 스타트 리스닝(구토익)(개정판)(CD1장포함)
47. 혼자의 발견
48. 내 마음 다치지 않게
49. 멈추면 비로소 보이는 것들
50. 조훈현 고수의 생각법(인플루엔셜 대가의 지혜 2)
51. 오늘 내가 사는 게 재미있는 이유
52. 지금 여기 깨어있기
53. 클로즈업 오사카(2017)(개정증보판 6판)(클로즈업 시리즈 4)
54. 장하준의 경제학 강의
55. 습관의 재발견
56. 감정수업(강신주의)
57. 주식투자 무작정 따라하기(개정판)
58. 음식의 언어
59. 나는 부동산과 맞벌이한다
60. 싸드(THAAD)
61. 살면서 쉬웠던 날은 단 하루도 없었다(양장본 HardCover)
62. 부자언니 부자특강
63. 앵무새 죽이기
64. 나는 까칠하게 살기로 했다
65. 시간의 정원(색칠북)
66. 해커스 보카(토플 IELTS 텝스 공무원 SAT 특목고)(Hackers Vocabulary)(개정판 2판)
67. 부자의 그릇
68. 여자 없는 남자들(양장본 HardCover)
69. 레프트오버
70. 월급쟁이 재테크 상식사전
71. 그래머 게이트웨이 베이직(Grammar GateWay Basic): 초보를 위한 기초 영문법(Light Version)(해커스)(3판)
72. 파수꾼
73. 원피스. 76: 상관 말고 나아가
74. 생각하는 힘, 노자 인문학
75. 어떻게 인생을 살 것인가
76. 버티는 삶에 관하여
77. 그래도 괜찮은 하루(양장본 HardCover)
78. 데미안(세계문학전집 44)
79. 걸 온 더 트레인
80. 사랑할 때 알아야 할 것들
81. 책 먹는 여우와 이야기 도둑(양장본 HardCover)
82. 왜 나는 너를 사랑하는가(개정판)(양장본 HardCover)
83. 아들러 심리학을 읽는 밤
84. 인생에 가장 중요한 7인을 만나라
85. 보타니컬 아트 컬러링북: 플라워 편(누구나 쉽게 따라 그리는)
86. 이기는 대화(양장본 HardCover)
87. 정글만리. 1(양장본 HardCover)
88. 나는 죽을 때까지 재미있게 살고싶다
89. 총 균 쇠
90. 1cm art(일 센티 아트)
91. 나는 고작, 서른이다
92. 2018 인구 절벽이 온다
93. 해커스 토익스피킹(토스) Start(2주 만에 끝내는)(개정판)
94. 위험한 과학책(양장본 HardCover)
95. 7년의 밤
96. 마법천자문. 31: 치열한 전투! 싸움 전
97. 뿌리 이야기(제39회 이상문학상 작품집 2015년)
98. ETS TOEIC Listening Prep Book(최신개정판)
99. 태도에 관하여(양장본 HardCover)
100. 파리 시크릿(Paris Secret)

## 같이 보기
- 대한민국의 베스트셀러